# Purdiaea parvifolia
Purdiaea parvifolia är en tvåhjärtbladig växtart som först beskrevs av Marie-vict., och fick sitt nu gällande namn av J. L. Thomas. Purdiaea parvifolia ingår i släktet Purdiaea och familjen Clethraceae. Inga underarter finns listade i Catalogue of Life.